# Bundesratswahl 1965
Zur Bundesratswahl 1965 am 8. Dezember 1965 kam es wegen des Rücktritts von Bundesrat Friedrich Traugott Wahlen (BGB). Dadurch wurde eine ausserordentliche Wahl durch die Vereinigte Bundesversammlung nötig. Offizieller Kandidat der BGB war Rudolf Gnägi. Dieser wurde mit klarer Mehrheit gewählt.

## Detailergebnisse der Ersatzwahl für Friedrich Traugott Wahlen, BGB

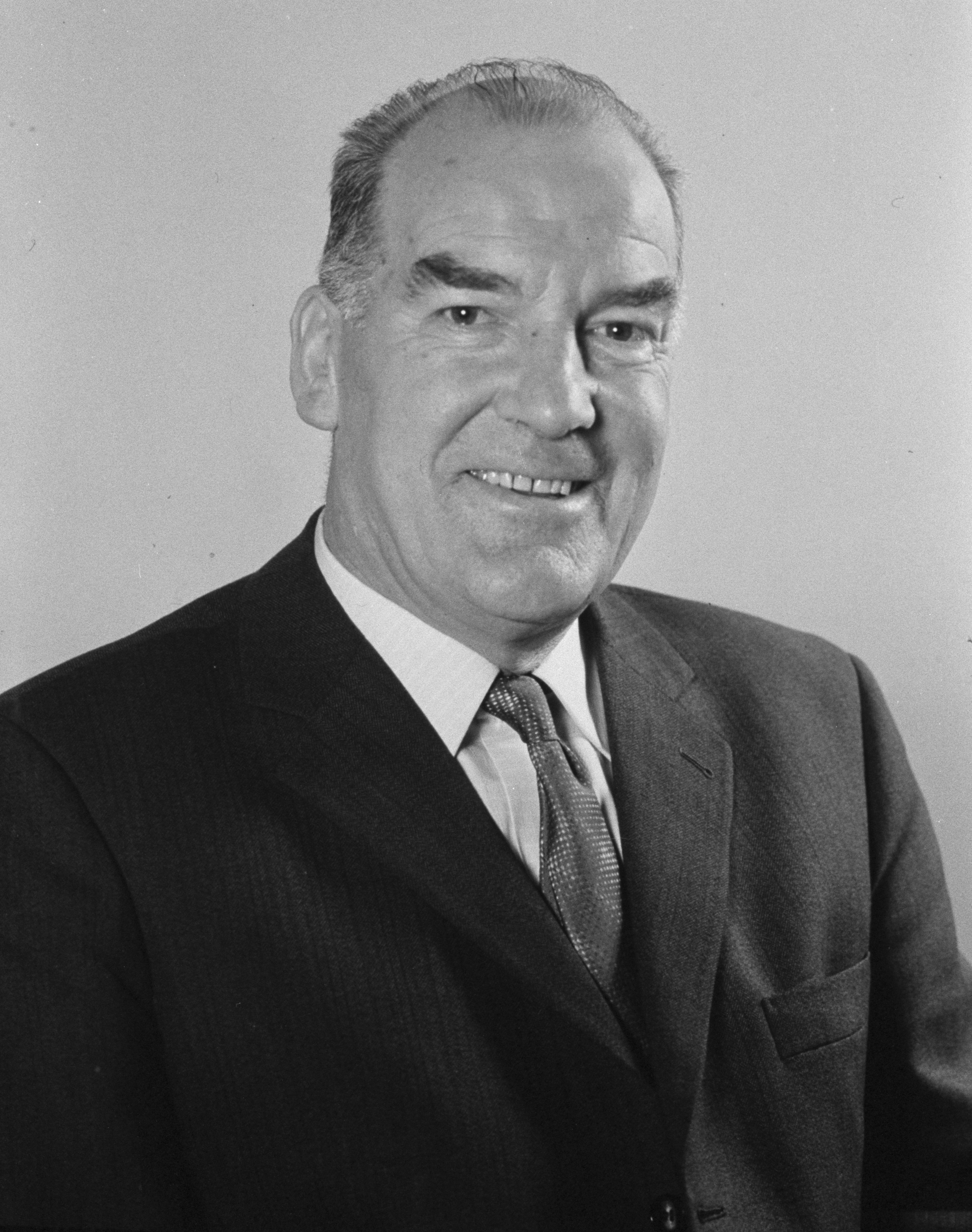
Rudolf Gnägi (1971)

Der 1. Wahlgang erbrachte bereits den von der BGB gewünschten Ausgang. Rudolf Gnägi wurde mit deutlicher Mehrheit zum Bundesrat gewählt; Nationalrat Peter Dürrenmatt (LPS) erhielt zwanzig Stimmen. Gnägi war dann zwischen 1966 und 1968 Vorsteher des Verkehrs- und Energiewirtschaftsdepartements und zwischen 1969 und 1979 Vorsteher des Militärdepartements (ab 1979 Eidgenössisches Militärdepartement). 
|                         | 1. Wahlgang |
| ----------------------- | ----------- |
| ausgeteilte Wahlzettel  | 242         |
| eingegangene Wahlzettel | 239         |
| leer/ungültig           | 23/1        |
| gültig Total            | 215         |
| absolutes Mehr          | 108         |
| Rudolf Gnägi            | 176         |
| Peter Dürrenmatt        | 20          |
| Verschiedene            | 19          |